# Hans Hammond
Hans Hammond (24. september 1733 – 15. september 1792) var en norsk præst og forfatter.
Hammond fødtes i Meldalen, hvor faderen, Thomas Hammond (11. september 1697 - 28. februar 1736) var sognepræst; moderen, Else Sophie, født Frich, var datter af Thomas von Westens hustru i hendes 2. ægteskab. Hans Hammond blev tidlig faderløs og kom så i huset til faderens eftermand og svoger, Hans Hornemann, hvem han erindrede med stor taknemmelighed. Privat undervist til sit 16. år kom han i Trondhjems Skole og dimitteredes her fra 1752, tog attestats 1754, blev så efter et ophold hos moderen huslærer og derpå 1759 personel kapellan ved Trondhjems Domkirke. Her fik han en betænkelig brystsvaghed og søgte derfor allerede 1760 det mageligere hospitalskald i Trondhjem, hvorfra han 1764 forflyttedes som residerende kapellan til Bragernæs. I denne stilling fik han bragt i orden den siden 1722 bestående fattigskole på stedet. I 1774 blev han kaldet til præst ved den danske kirke i London, men da han fandt sig besværet af klimaet, søgte han allerede 1775 tilbage til Bragernæs som sognepræst. I 1782 forflyttedes han til Rakkestad, hvor han døde ti år senere. 
Hammond var en vel udrustet og vel studeret mand, roses derhos af sin biskop for pastoral klogskab, der gjorde ham til den rette mand i Bragernæs menighed, hvor sekterisk bevægelse fandt sted. Ikke desto mindre husede han, der var en livlig ånd og meget bevæget af tidens frisindede tanker, mere på det politiske end på det teologiske felt, stærke lidenskaber, der kom til orde, når han skrev. Mest fremtræder dette i hans hovedværk: Den nordiske Missions Historie (1787), der med sine breve og aktstykker er et uundværligt kildeskrift, medens det ellers må betragtes mere som et procesindlæg end som en historisk fremstilling. Dette gælder ikke blot, når han forsvarer von Westen mod hans fjender, men også, når han uden sådan anledning skildrer hans liv – for eksempel hans ungdomshistorie, hvis fremstilling i alt væsentligt er et digt. Hammond blev gift 1. (11. april 1769) med Anna Hermine Felber (26. maj 1751 - 16. april 1770), datter af major Johan Felber og Alhed Sophie, født Kræfting; 2. (13. februar 1772) med Anna Sophie Mangor (19. februar 1747 - 6. januar 1794), datter af Peter Elov Mangor, sognepræst til Spydeberg, og Karen Stockfleth, født Hof.